# Mohamed Ennaceur
Mohamed Ennaceur (en árabe: محمد الناصر, Muḥammad an-Nāṣir; n. El Djem, 21 de marzo de 1934) es un político tunecino. Fue el primer Presidente de la Asamblea de Representantes del Pueblo de Túnez, órgano legislativo establecido en 2014. Sucedió a Mustafá Benjaafar, presidente de la Asamblea Constituyente, el 4 de diciembre de 2014. En la actualidad, es líder del partido Nidaa Tounes, desde el 31 de diciembre de 2014, luego de que Béji Caïd Essebsi dimitiera por asumir la Presidencia de la República.
Ennaceur Fue Ministro de Asuntos Sociales bajo el régimen de Habib Burguiba y, con posterioridad, ejerció el mismo cargo durante la transición democrática, en los gabinetes de Mohamed Ghannouchi y de Essebsi. Ennaceur fue el director fundador de la Asociación Tunecina de Derecho Social, la Revue tunisienne de droit social, y el Festival Internacional de Música Symphonique d'El Jem. Fue elegido presidente de la Asamblea de Representantes del Pueblo con 176 votos a favor de los 214 diputados presentes.
Asumió la presidencia de la República interinamente al fallecer Béji Caïd Essebsi el 25 de julio de 2019, de acuerdo con la Constitución, y fue entregada el 23 de octubre de 2019 a Kaïs Saied en calidad de nuevo presidente.

## Biografía
Mohamed Ennaceur es graduado del Institut des Hautes Etudes de Tunis y doctor en derecho social por la Universidad Panthéon-Sorbonne1. Su tesis se centra en la Organización Internacional del Trabajo y la evolución del derecho social en Túnez y Libia.
Carrera profesional.
Mohamed Ennaceur comenzó su carrera como comisionado general de la Oficina de Trabajadores de Túnez en el Extranjero, entre 1973 y 1974.
Entre 1991 y 1996, dirigió la Misión Permanente de Túnez ante la Oficina de las Naciones Unidas en Ginebra1. Desde 2000, es auditor social y consultor internacional1. En 2005, se convirtió en coordinador de las actividades del Pacto Mundial en Túnez.
Fundó y dirige la Asociación Tunecina de Derecho Social (desde 1985), la Revista Tunecina de Derecho Social, el Instituto de Auditoría Social de Túnez y el Festival Internacional de Música Sinfónica de El Jem1. También es vicepresidente de la Sociedad Internacional de Derecho Laboral y Seguridad Social, presidente del Instituto Social Consult, miembro del Instituto Internacional de Auditoría Social y asesor del Centro de Estudios Prospectivos y Estratégicos. paris1.
Miembro de la Junta de Directores de Unicef (1963-1964) y del Instituto de Investigación de las Naciones Unidas para el Desarrollo Social (1966-1972), también es coordinador del Grupo Africano en la Organización Mundial del Comercio ( 1991-1996) y preside la Conferencia Mundial de Empleo (1976) y la Oficina de Asuntos Sociales de la Liga Árabe (1980-1983) .
También trabaja en varios organismos especializados en derechos humanos.
Mohamed Ennaceur fue nombrado gobernador de Sousse el 7 de septiembre de 1972 y ocupó el cargo hasta el 8 de junio de 1973. Fue dos veces Ministro de Asuntos Sociales, de 1974 a 1977 y de 1979 a 19851. revolución de 2011, es nombrado nuevamente Ministro de Asuntos Sociales en el gobierno de unidad nacional de Mohamed Ghannouchi y luego en el de Béji Caïd Essebsi.
El 9 de febrero de 2014, se unió al partido de Caïd Essebsi, Nidaa Tounes, del cual es designado vicepresidente3.
Presidente de la Asamblea de Representantes del Pueblo.
El 4 de diciembre de 2014, fue elegido Presidente de la Asamblea de Representantes del Pueblo4 después de reunir 176 votos de un total de 217 votos4. De este modo, se convierte en el primer presidente del parlamento después de la adopción de la Constitución de 2014.4 El 31 de diciembre, tras la toma de posesión de Béji Caïd Essebsi como Presidente de la República, le sucede, de manera provisional, a El jefe de Nidaa Tounes hasta la celebración de un congreso electivo y la elección de un nuevo presidente5. Se mantiene en mayo de 2015 y se nombran tres vicepresidentes6. Permanece en el cargo hasta enero de 2016.
Con motivo de la apertura de la semana de Túnez en Bruselas el 2 de mayo de 2017, pide un Plan Marshall Europeo para Túnez que podría tomar la forma de un programa de inversión específico y privilegiado8. El 31 de julio, dijo que todos los tunecinos deberían sentirse representados en el parlamento9.
Presidente de la República ad interim.
El 25 de julio de 2019, después de la muerte de Béji Caïd Essebsi y de conformidad con las disposiciones de la Constitución, se convierte en Presidente interino10,11,12 por un período de 45 a 90 días como máximo13, después de que la Comisión haya reconocido la vacante definitiva del cargo. Órgano provisional para revisar la constitucionalidad de los proyectos de ley 14.
El 30 de julio, con motivo del Día de la República, lamenta a 2.337 prisioneros, de los cuales 474 son liberados y otros 1.873 tienen sus penas reducidas15. Al día siguiente, convoca al electorado para las elecciones presidenciales anticipadas.
Mohamed Ennaceur está casado con Siren Ennaceur, natural de Bergen, Noruega, y padre de cinco hijos17. Se casó con ella cuando tenía 19 años, después de conocerla en París a la edad de 16 y 17. Luego se convierte en presidenta de la Asociación Tunecina de Salud Mental.